# Veliki Obrež
Veliki Obrež je naselje v Občini Brežice.

## Prebivalstvo
Etnična sestava 1991:
- Slovenci: 277 (94,9 %)
- Hrvati: 15 (5,1 %)